# Marieke van der Pol

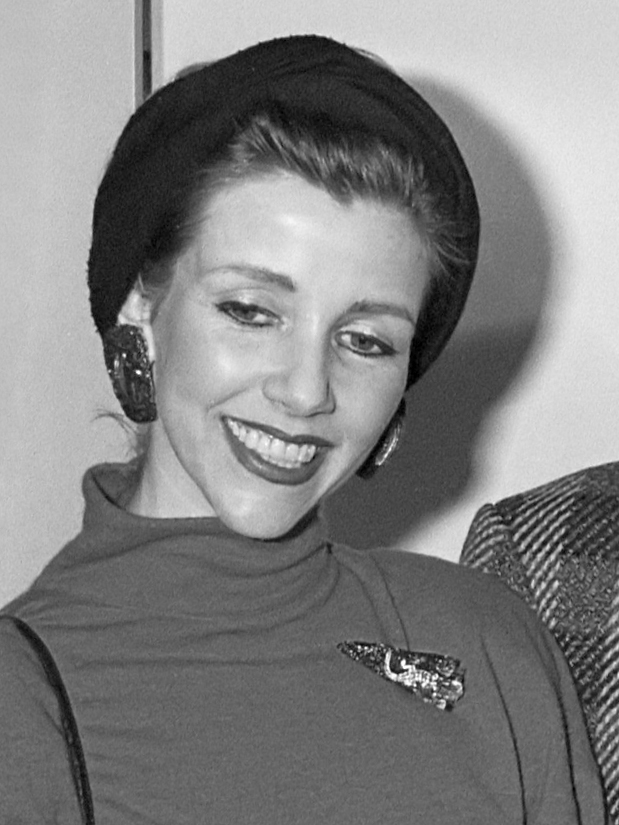
Marieke van der Pol (1986)

Marieke van der Pol (* 14. Juli 1953 in Amsterdam) ist eine niederländische Schauspielerin und Drehbuchautorin.

## Leben
Marieke van der Pol wurde zwischen 1975 und 1979 an der Toneelschool in Amsterdam zur Schauspielerin ausgebildet, anschließend übernahm sie Rollen in Fernsehfilmen und -serien wie beispielsweise der von Chiem van Houweninge produzierten Fernsehkomödie Oppassen!!!. Seit 1992 schreibt sie Drehbücher, unter anderen für den Spielfilm Die Zwillinge (2002) nach der Romanvorlage von Tessa de Loo.
Van der Pols erster Roman mit dem Titel Brautflug erschien 2007, für den sie 2008 den Academia DebutantenPrijs erhielt. Im gleichen Jahr wurde der Roman mit Rutger Hauer unter dem Titel Bride Flight verfilmt.